# Борго Сан Лацаро (Салерно)
Борго Сан Лацаро је насеље у Италији у округу Салерно, региону Кампанија.
Према процени из 2011. у насељу је живело 65 становника. Насеље се налази на надморској висини од 72 м.